# Сване, Аксель
Аксель Сване (2 августа 1898, Копенгаген — 30 ноября 1991) — датский юрист, государственный служащий и губернатор Южной Гренландии.

## Биография

### Семья
Аксель Сване был сыном директора школы Ивера Кристиана Сване (1867—1939) и его супруги Дженни Каролины Камиллы Петерсен (†1948). Он женился в 1931 году на Эльзе Фленсбург (1904—1954), а после её смерти повторно женился в 1956 году на Фрице Герде Тинне Хольм (1910—1991), которая умерла всего через два дня после него.

### Довоенные годы
Учился до 1917 года в гимназии Эстсегадес, изучал юриспруденцию и получил степень магистра в 1924 году, затем работал волонтером в судейской конторе округа Копенгаген — Сендре Бирк (Южный Бирк?), и секретарем налогового департамента. Аксель Сване совершил кругосветное путешествие пассажиром мотоцикла «Харлей-Дэвидсон». Его целью было изучение лесных заповедников в других частях мира, поскольку Сване намеревался поступить в Датскую лесную службу, хотя позже он поселился в США, стал профессором лесного хозяйства и был посвящен в рыцари королем Дании.
В Турции (Анатолия) из-за ужасных дорог и большого веса пришлось покинуть коляску. Так что с тех пор они путешествовали только на соло-байке. Маршрут по Европе прошел удачно. Но после Адрианополя начались неприятности из-за ужасных условий дороги. В Анатолии при переходе через Таврские горы маршрут стал настолько узким, что пришлось покинуть коляску. Ну, у них было достаточно запчастей, чтобы построить ещё один мотоцикл (Энтузиаст), из-за чего ездить по ужасным дорогам было намного сложнее. В целом за всю поездку они использовали очень мало запчастей. Хотя Аксель стал чемпионом мира по тандемному пассажиру. Средняя их скорость составляла 80 миль в день. минимум 40 миль. В аравийской пустыне между Алеппо и Багдадом они потеряли палатку и винтовку. Они считали, что первыми преодолели 900 миль пустыни на мотоцикле.
Их маршрут пролегал из Дании через Европу в Турцию, Сирию, Месопотамию (Ирак), на лодке в Индию, Цейлон, Малайзию, Гонконг, Китай, Японию, через США из Сан-Франциско в Нью-Йорк и обратно на лодке в Европу.
По возвращении из путешествия в 1926 году он был назначен представителем графства Færø (Фарерские острова). В 1929 году секретарем Министерства сельского хозяйства. В 1932 году назначен губернатором Южной Гренландии.

### Годы Второй Мировой Войны

#### Власть в Гренландии
Когда началась Вторая мировая война, Аксель Сване вместе с губернатором Эске Бруном взял на себя административную ответственность за Гренландию, поскольку губернатор имел право, в соответствии с законом 1925 года об управлении Гренландией полномочия, управлять Гренландией независимо от Дании в случае чрезвычайной ситуации. Из-за того, что он покинул Гренландию и переехал в США с дипломатической миссией, Эске Брун занял его место губернатора Южной Гренландии.

#### Работа в США
Сване жил с 1941 года в Нью-Йорке и организовал снабжение из Соединенных Штатов и из Канады через датского посла в Вашингтоне Хенрика Кауфмана. Сване был членом временного правления компании «Ивигтут Криолитбрудд». С 1940 по 1945 год Аксель Сване отвечал за разработку Криолитовых карьеров Ивиттуута.

### После войны
С 1946 года он был членом Гренландского комитета по заработной плате. С 1947 по 1948 год он работал начальником в Министерстве юстиции, а затем возглавлял судебную и кадровую службу в Совете директоров Гренландии. В 1950 году он был принят на работу во второй Департамент Гренландии. В 1951 году он возглавил отдел в Гренландском юридическом комитете. С 1953 года он был комиссаром в канцелярии премьер-министра, а с 1955 года-в недавно созданном Министерстве Гренландии, которое он покинул только в 1968 году. В 1955 году он стал членом Совета Арктического института.
Аксель Сване умер 30 ноября 1991 года в возрасте 93 лет.

### Награды и почётные звания
Он был рыцарем 1-го ранга (степени), ордена Даннеброга.